# Hieroglyphus
Hieroglyphus es un género de saltamontes perteneciente a la subfamilia Hemiacridinae de la familia Acrididae, y está asignado a la tribu Hieroglyphini. Este género se encuentra en África y en Asia (Irán, subcontinente indio, Indochina, este y sureste de China, Taiwán).

## Especies
Las siguientes especies pertenecen al género Hieroglyphus:
- Hieroglyphus acuticercus Kumar & Usmani, 2015
- Hieroglyphus africanus Uvarov, 1922
- Hieroglyphus akbari Riffat & Wagan, 2012
- Hieroglyphus annulicornis (Shiraki, 1910)
- Hieroglyphus banian (Fabricius, 1798)
- Hieroglyphus concolor (Walker, 1870)
- Hieroglyphus daganensis Krauss, 1877
- Hieroglyphus indicus Mason, 1973
- Hieroglyphus nigrorepletus Bolívar, 1912
- Hieroglyphus oryzivorus Carl, 1916
- Hieroglyphus perpolita (Uvarov, 1933)
- Hieroglyphus tonkinensis Bolívar, 1912